# Dilavar
Dilavar (engl. „dilation variable“ = temperaturvariable Streckgrenze) ist eine Edelstahllegierung, die in Zusammenarbeit mit dem Kfz-Hersteller Porsche entwickelt worden ist.

## Geschichte
Die Entwicklung des Materials geht zurück auf den Bau des Porsche 917, dessen Stehbolzen zur Befestigung der Zylinderköpfe am Kurbelgehäuse des Motors aus Dilavar gefertigt wurden. Der Grund dafür waren verschiedene Dehnungskoeffizienten der einzelnen Motorkomponenten (Stahl, Aluminium beziehungsweise Magnesium), die zu ausgerissenen Gewinden, Brüchen der Stehbolzen, oder nur zu Lockerungen und Undichtigkeiten führten.

## Verwendung
Anfang der 1990er Jahre fand der Einsatz von Dilavar auch Einzug in die Serienfertigung der luftgekühlten Serienmotoren von Porsche, so etwa beim Typ 964 oder beim Porsche 993. Heute wird das Material generell bei der Überholung von Aluminiumzylinderköpfen bei luftgekühlten Porschemotoren aller Bauserien eingesetzt.